# Alexandre de Bucy

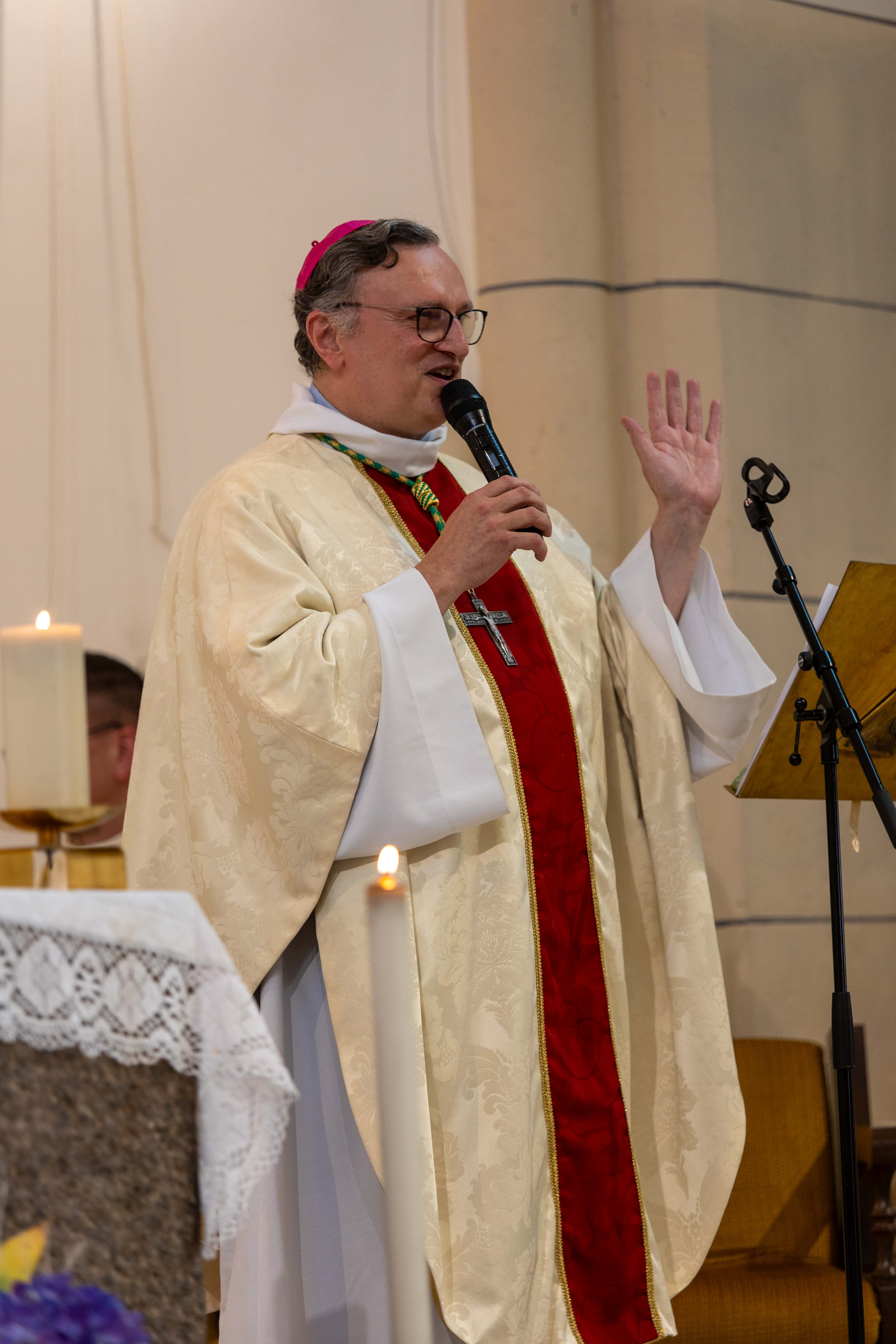
Alexandre de Bucy, 2024

Bischofswappen von Alexandre de Bucy

Alexandre de Bucy (* 11. August 1970 in Neuilly-sur-Seine) ist ein französischer römisch-katholischer Geistlicher und Bischof von Agen.

## Leben
Alexandre de Bucy besuchte die Militärschule Saint-Cyr in Coëtquidan. Er studierte Philosophie und Katholische Theologie an der Päpstlichen Universität Gregoriana in Rom. Durch den Bischof von Versailles, Jean-Charles Thomas, empfing er 1996 die Diakonenweihe und am 29. Juni 1997 das Sakrament der Priesterweihe für das Bistum Versailles. Anschließend setzte er seine Studien am Päpstlichen Patristischen Institut Augustinianum fort und erwarb 1999 ein Lizenziat im Fach Patristik. Während seiner Studienzeit in Rom war er Alumnus des Päpstlichen Französischen Priesterseminars.
Nach der Rückkehr in seine Heimat war Alexandre de Bucy zunächst als Pfarrvikar der Pfarreien Saint-Jean-Baptiste in Le Val Fourré und Sainte-Anne in Gassicourt tätig, bevor er 2002 Pfarrer der Pfarreien Saint-Martin und Notre-Dame du Val in Sartrouville und Kaplan der Jeunesse Ouvrière Chrétienne (JOC) wurde. 2010 wurde Alexandre de Bucy als Fidei-Donum-Priester nach Mali entsandt, wo er als Missionar im Bistum San wirkte. Von 2012 bis 2016 lehrte er zusätzlich am Priesterseminar in Bamako. 2016 kehrte er nach Frankreich zurück und wurde im Bistum Pontoise Pfarrer der Pfarrei Notre-Dame-de-la-Fraternité, die die Gemeinden Saint-Gratien und Enghien-les-Bains umfasst. Zudem fungierte er ab 2021 als Dechant des Dekanats Enghien-Montmorency und ab 2022 als bischöflicher Delegat für den Ständigen Diakonat im Bistum Pontoise.
Am 22. Mai 2024 ernannte ihn Papst Franziskus zum Bischof von Agen. Der Erzbischof von Bordeaux, Jean-Paul James, spendete ihm am 1. September desselben Jahres in der Kathedrale von Agen die Bischofsweihe; Mitkonsekratoren waren der emeritierte Bischof von Agen, Hubert Herbreteau, und der Bischof von Versailles, Luc Crépy CIM, sowie der emeritierte Bischof von Pontoise, Stanislas Lalanne. Alexandre de Bucy wählte den Wahlspruch Vivez ce que vous célébrez („Lebe, was du feierst“).